# 坎普格羅夫 (伊利諾伊州)
坎普格羅夫（英語：Camp Grove）是位於美國伊利諾伊州馬歇爾縣的一個非建制地區。該地的面積和人口皆未知。

## 地理
坎普格羅夫的座標為41°04′44″N 89°37′59″W / 41.07889°N 89.63306°W，而該地的平均海拔高度為257米（即843英尺）。